# Station Oosterpark
Station Oosterpark was een geprojecteerd maar nooit gerealiseerd station in Amsterdam. Het station was geprojecteerd aan de verbinding van de Rhijnspoorweg naar het Centraal Station, in de buurt van het eponieme Oosterpark, net bezuidelijk van de huidige Populierenweg ter hoogte van de Eikenweg. Het station werd voorgesteld in het  Verslag der Staatscommissie ingesteld bij Koninklijk Besluit van 2 juli 1901, no. 44, tot het instellen van een onderzoek naar de wijze van verbetering der spoorwegverbindingen om Amsterdam , als vervanging van het Weesperpoortstation. Het station had in eerste aanleg al het verkeer komende van de spoorlijn uit Nieuwersluis, dat op het Weesperpoortstation aankwam moeten overnemen, en in tweede uitleg zou er ook een verbinding komen met de Oosterspoorlijn richting Hilversum. Het station is nooit aangelegd; de functie die het Oosterparkstation had moeten vervullen wordt nu uitgeoefend door het Amstelstation en Muiderpoortstation.

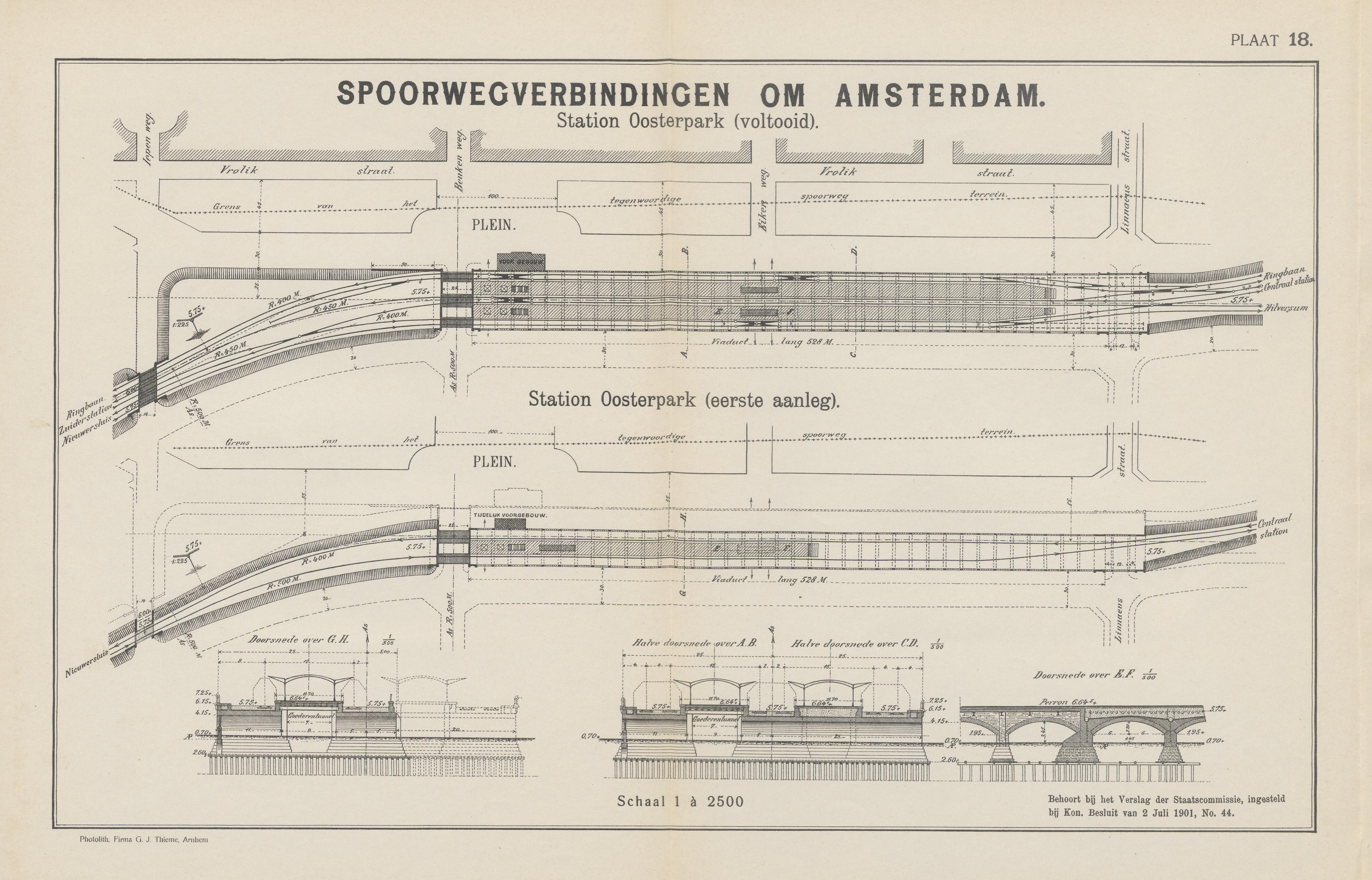
Sporenplan van het geplande Station Oosterpark uit een onderzoek van de Staatscommissie van 1901

## Beweegredenen
De commissie was ingesteld omdat als gevolg van de stadsuitbreidingen het toegenomen weg- en spoorwegverkeer elkaar danig belemmerden. Alle spoorlijnen in het oostelijk deel der stad lagen op maaiveldniveau en de commissie zag de oplossing in het aanleggen van een spoorlijn op hoogte, waar het wegverkeer kruisingsvrij onderdoor zou kunnen gaan. Het probleem was dat er voor station Weesperpoort geen ruimte voor verhoging was; er zou geen plek zijn voor het toen nog belangrijke goederenverkeer en evenmin voor de voor stoomtractie noodzakelijke rangeer- en draaiinrichtingen. De oplossing werd gezien in dit nieuwe station, dat weliswaar iets verder uit het centrum gelegen was, maar omdat het geen kopstation was, geen rangeergebied nodig zou hebben. Voor goederen was een ander station voorzien, Station Weesperzijde. Dat is uiteindelijk ook nooit gerealiseerd. 
Het werk van de Staatscommissie resulteerde benevens de aanleg van de Ringspoorbaan in de Spoorwegwerken Oost, waarbij de gehele Oosterspoorbaan benoorden de Weespertrekvaart op hoogte werd gebracht. 